# حصار نيس
حصار نيس عام 1543م، كان جزءاً من الحرب الإيطالية (1542 - 1546م) التي وقعت بين التحالف الفرنسي-العثماني الذي تحالف فيه فرانسوا الأول ملك فرنسا والسلطان العثماني سليمان القانوني من جهة، ضد الإمبراطور الروماني المقدس شارل الخامس وهنري الثامن ملك إنكلترا في الجهة المقابلة، وكانت نيس في ذلك الوقت تحت سيطرة تشارلز الثالث دوق سافوي حليف شارل الخامس ولم تكن جزءاً من فرنسا. يُعتبر هذا الحصار أيضاً جزءاً من حملة خير الدين بربروسا (1543 - 1544م) في البحر الأبيض المتوسط.

## الحصار

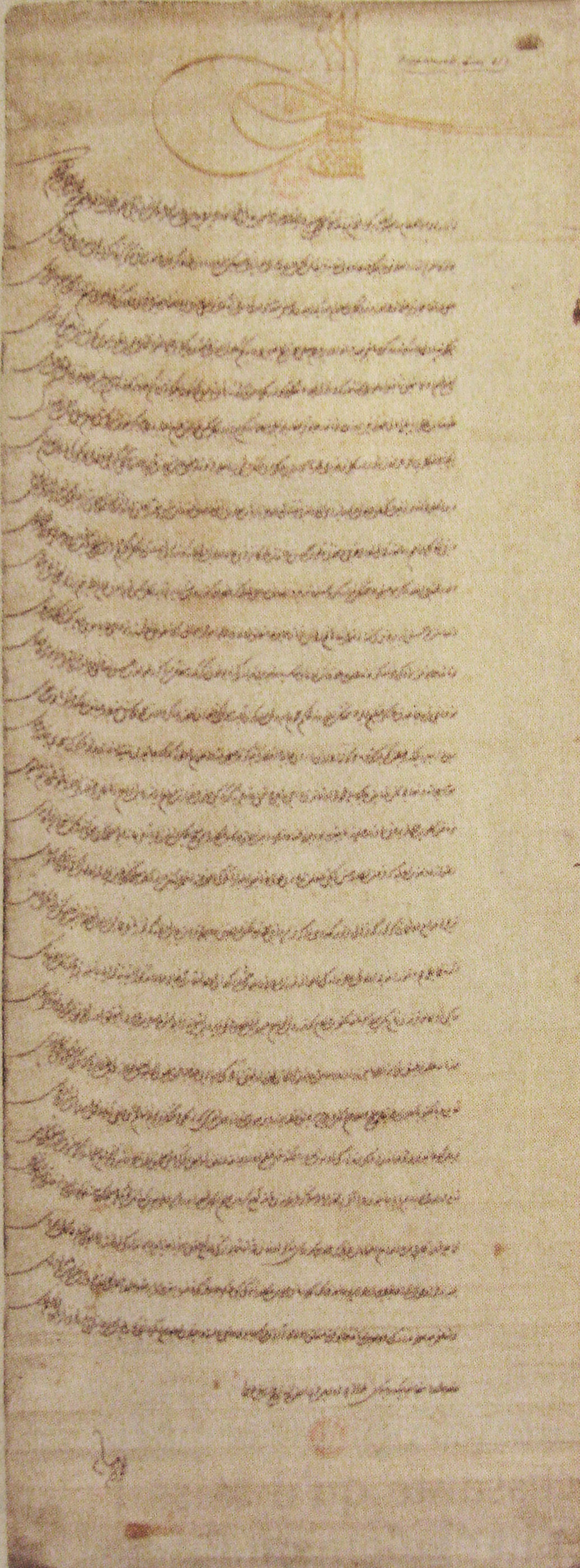
رسالة السلطان سليمان القانوني إلى فرانسوا الأول ملك فرنسا حول خطط حصار نيس، مكتوبة في منتصف فبراير 1543م.

نشط التعاون البحري في البحر الأبيض المتوسط بين فرنسا والإمبراطورية العثمانية للقتال ضد القوات الإسبانية، بناء على طلب من فرانسوا الأول ملك فرنسا، نقله السفير الفرنسي لدي العثمانيين: أنطوان إسكالان ديزيمار (بالفرنسية: Antoine Escalin des Aimars)‏ إلى السلطان سليمان القانوني. وكان أنطوان سفيرا لدى الدولة العثمانية من 1541م إلى 1547م، ثم أصبح لاحقاً قائد سفن القواديس الفرنسية منذ عام 1544م، ويُعرف أيضا باسم «القبطان بولان» (بالفرنسية: Le Capitaine Paulin)‏ ثم أصبح البارون «دو لا جارد» (بالفرنسية: Baron de La Garde)‏.

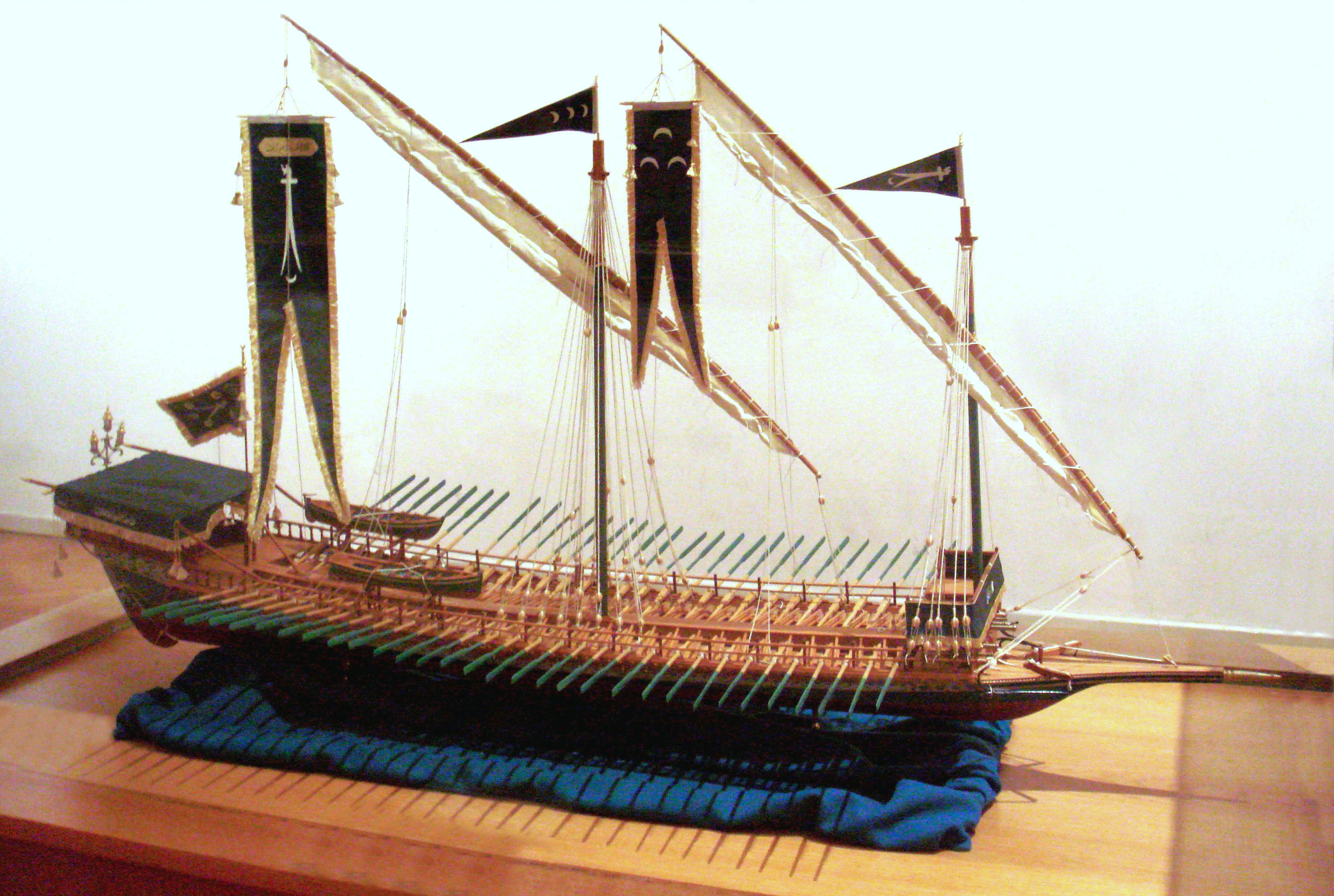
نموذج لسفينة القادس الخاصة بخير الدين بربروسا أثناء حملته في فرنسا عام 1543م. موجودة بمتحف إسطنبول البحري.

انضمت القوات البحرية الفرنسية بقيادة فرانسوا دو بوربون (بالفرنسية: François de Bourbon)‏ المعروف باسم «كونت انجيان» (بالفرنسية: Comte d'Enghien)‏ إلى القوات البحرية العثمانية بقيادة خضر بن يعقوب المعروف باسم خير الدين بربروسا، لأول مرة عند مدينة مرسيليا في آب / أغسطس عام 1543م.
على الرغم من أن دوقية سافوي التي كانت مدينة نيس جزءاً منها، كانت محميةً فرنسية لمدة قرن، إلا أن فرانسوا الأول ملك فرنسا أراد مهاجمة مدينة نيس مع القوات المتحالفة معه بالأساس لأن تشارلز الثالث دوق سافوي قد أغضبه بزواجه من بياتريس ابنة مانويل الأول ملك البرتغال، والذي أصبح بزواجه هذا حليفاً لأسرة هابسبورغ الذين كانوا أحد أهم العائلات المالكة في أوروبا والتي اشتهرت بكونها مصدر الأباطرة المنتخبين رسمياً لحكم الإمبراطورية الرومانية المقدسة بين 1438 - 1740م. كان آل هابسبورغ حكام الامبراطوريات النمساوية والأسبانية والعديد من البلدان الأخرى.
وكان القائد البحري الفرنسي فرانسوا دي بوربون قد حاول في السابق الهجوم المفاجئ على نيس مرة واحدة، ولكن صده زعيم المرتزقة أندريا دوريا. فكان هذا الحصار هذه المرة مع حلفائهم من العثمانيين.

### وصول الأسطول العثماني
بعد الاتفاق بين فرانسوا الأول والسلطان سليمان القانوني، من خلال وساطة السفير الفرنسي في إسطنبول الكابتن بولين (أنطوان إسكالان ديزيمار)، أبحر أسطول عثماني مكوّن من 110 سفينة تحت قيادة خير الدين بربروسا من بحر مرمرة في منتصف مايو 1543م. أغار خير الدين بربروسا على سواحل صقلية وجنوب إيطاليا خلال شهر يونيو، ثم ألقت السفن مراسيها أمام روما عند مصب نهر التيبر في 29 حزيران/يونيو، وأرسل الكابتن بولين كتبه بتأكيدات على أنه لن تكون هناك هجمات ضد روما.
وصل خير الدين بربروسا مع أسطوله، يرافقه السفير الفرنسي الكابتن بولين، إلى «إيل سانت أونورا» (بالفرنسية: Île Saint-Honorat)‏ في 5 تموز/يوليو. لم يكن الجانب الفرنسي قد أعدّ أيّ شئ لمعاونة الأسطول العثماني، فأُوفد الكابتن بولين إلى لقاء مع فرانسوا الأول في «ماروايّ» (بالفرنسية: Maroilles)‏ في أقصي شمال فرنسا ليطلب منه الدعم. وفي الوقت نفسه، ذهب خير الدين بربروسا إلى ميناء تولون في 10 تموز/يوليو ثم إلى ميناء مرسيليا في 21 تموز/يوليو حيث تم استقباله وتشريفه هناك، ولحق بالقوات البحرية الفرنسية التي كانت تحت إمرة حاكم مرسيليا فرانسوا دو بوربون (كونت انجيان).
أبحر الأسطولان العثماني والفرنسي جنبا إلى جنب من مرسيليا في 5 آب/أغسطس.

### الحصار

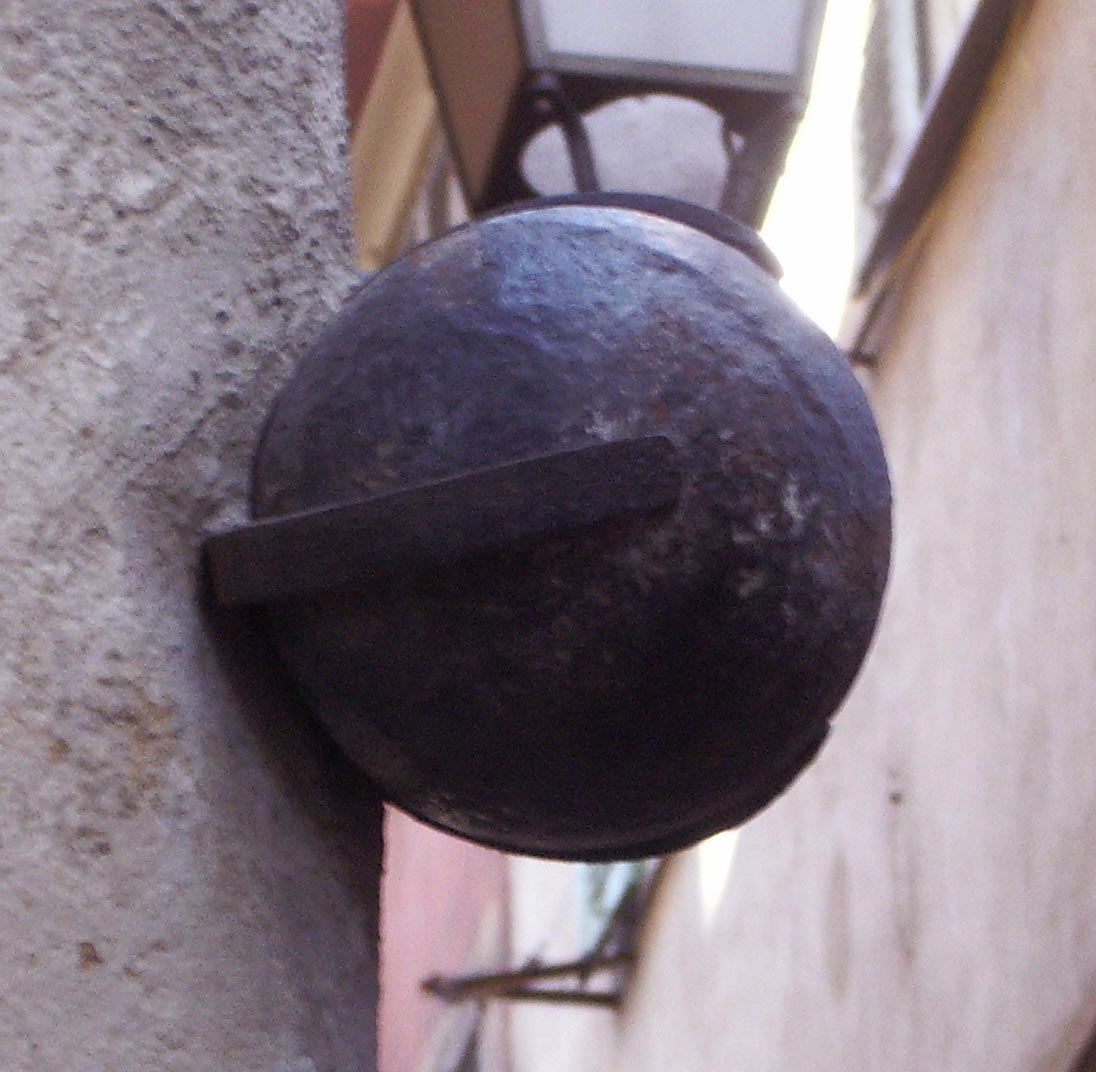
كرة مدفع أطلقها الأسطول العثماني، توجد حالياً في زاوية شارع "كاترين سيجورانس"، في نيس.

نزلت القوات العثمانية أولاً في فيلفرانش (بالفرنسية: Villefranche-sur-Mer)‏ التي تبعد 6 كيلومترا إلى الشرق من نيس، وهاجمتها واستحوذت عليها ودمرتها.
ثم تعاونت القوات الفرنسية مع القوات العثمانية لمهاجمة مدينة نيس في 6 آب/أغسطس 1543م،  واشترك في هذا الهجوم 110 سفينة عثمانية جنبا إلى جنب مع 50 سفينة فرنسية.
واجهت القوات الفرنسية-العثمانية المشتركة مقاومة شديدة مما أدى إلى ظهور قصة «كاترين سيجورانس» (بالفرنسية: Catherine Ségurane)‏، وبلغت ذروتها مع معركة كبرى في 15 آب/أغسطس، ولكن المدينة استسلمت نهائيا في 22 آب/أغسطس. قام الفرنسيون بمنع العثمانيين من سلب المدينة،  ولكنهم لم يستطيعوا خلال هذا الهجوم الاستيلاء على قلعة نيس «قصر سيمييه» (بالفرنسية: Château de Cimiez)‏ لأن الفرنسيين كانوا غير قادرين على إمداد حلفائهم العثمانيين بكميات كافية من البارود.
دارت معركة أخرى مهمة ضد القلعة في 8 أيلول/سبتمبر، ولكن القوة تراجعت أخيرا عندما وصل خبر تحرك جيش إمبراطوري لملاقاتهم، تحت قيادة الدوق تشارلز الثالث حاكم دوقية سافوي، الذي جمّع جيشاً في بيدمونت لتحرير المدينة.
في الليلة الأخيرة قبل مغادرته، سلب خير الدين بربروسا المدينة وحرّق أجزاء منها وأخذ 5000 أسير. نزل جيش الإغاثة في فيلفرانش بعدما نقلته سفن أندريا دوريا، ونجح في الوصول إلى القلعة.

### مقولةخير الدين بربروساعن سفن الدولة الفرنسية
تذمّر خير الدين بربروسا أثناء الحملة من سفن الدولة الفرنسية وعدم ملاءمة معداتهم ومخازنهم. وقال قولته المشهورة: "هل أنتم بحارة لكي تملؤوا البراميل الخشبية بالنبيذ بدلاً من البارود؟". ومع ذلك فإن خير الدين بربروسا أعرض عن الهجوم على أندريا دوريا وعزف عزوفاً كبيراً، عندما كان هذا الأخير في وضع صعب بعد إنزال جيش الإغاثة على الساحل وفقدان 4 سفن قوادس في عاصفةٍ ضربتهم. يُحتمل أن يكون اتفاق ضمني قد جرى بين خير الدين بربروسا وأندريا دوريا بهذا الخصوص.

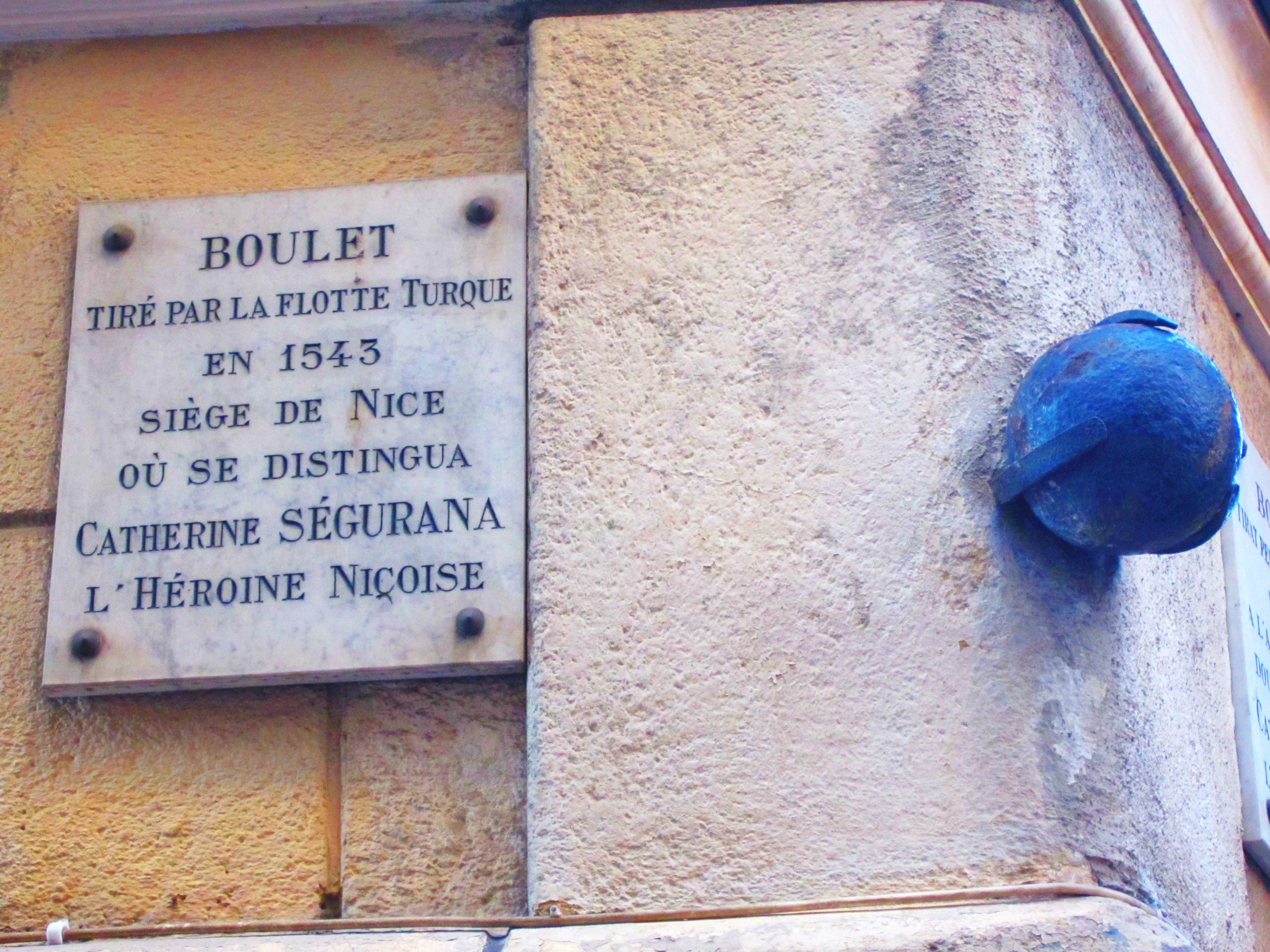
قذيفة مدفع عثماني مازالت موجود بمدينة نيس بفرنسا منذ حصار 1543م، وبجانبها لوحة بالفرنسية تذكر «كاترين سيجوران».
كتب عليها:
«قذيفة كرة مدفعٍ من الأسطول العثماني عام 1543م أثناء حصار نيس حيث برزت البطلة كاترين سيجوران.»

### كاترين سيجورانس

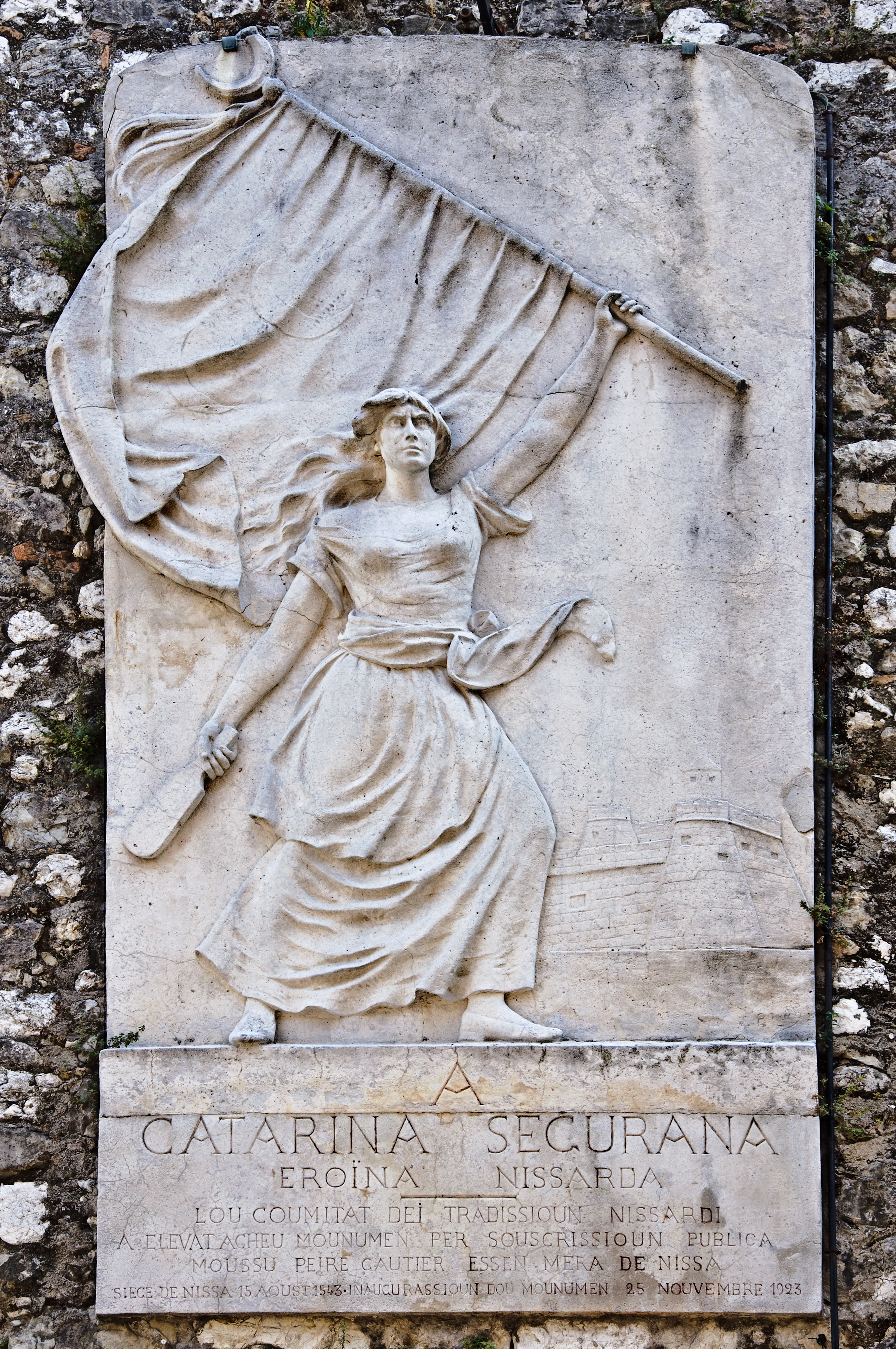
النصب التذكاري لكاترين سيجورانس بالنحت البارز.

«كاترين سيجورانس» (بالفرنسية: Catherine Ségurana)‏ بطلة شعبية من مدينة نيس بفرنسا، يُقال إنها لعبت دوراً حاسماً في صد حصار الأتراك المتحالفين مع فرانسوا الأول ملك فرنسا لحصار مدينة نيس صيف عام 1543م. في ذلك الوقت، كانت نيس جزءاً من دوقية سافوي ومستقلة عن فرنسا وليس لديها قوات عسكرية دائمة للدفاع عنها. معظم الحكايات الشعبية تقص حكاية كاترين سيجورانس التي كانت تعمل غسّالة (تغسل الغسيل) بأنها كانت تقود أهالي البلدة إلى المعركة، وتقول الاسطورة بأنها هزمت «حامل لواء» بمضرب الغسيل وأخذت العَلَمَ منه.
لا توجد أي أدلة تثبت أن شخصية كاترين سيجورانس قد وجدت من الأصل، ويبدو أن أعمالها البطولية محض خيال أو مبالغ فيها إلى حد كبير؛ إذ أن جان بادات (بالفرنسية: Jean Badat)‏، وهو مؤرخ شاهد الحصار لم يذكر تلك الشخصية في الدفاع عن المدينة. المُثبت تاريخياً في أمر الدفاع عن نيس يشمل تدمير أهالي البلدة لجسر محوري مهم، ووصول جيش بقيادة دوق سافوي تشارلز الثالث.
ورغم ذلك، فإن أسطورة كاترين سيجورانس أثارت خيال السكان المحليين:
- كتب «لوي أندريولي» (بالفرنسية: Louis Andrioli)‏ قصيدة ملحمية عنها في عام 1808م.
- وكتب «جون باتيست طوزللي» (بالفرنسية: Jean-Baptiste Toselli)‏ مسرحية مخصصة لقصتها في عام 1878م.
- في عام 1923م، تم عمل نصب تذكاري «بالنحت البارز» لكاترين سيجورانس بالقرب من المكان المفترض لعملها البطولي.
- في نيس، يتم الاحتفال سنويا بيوم كاترين سيجورانس بالتزامن مع يوم القديسة سانت كاترين الإسكندرانية يوم 25 تشرين الثاني/نوفمبر من كل عام.

|  |  |  |

### قضاء العثمانيين الشتاء فيتولون

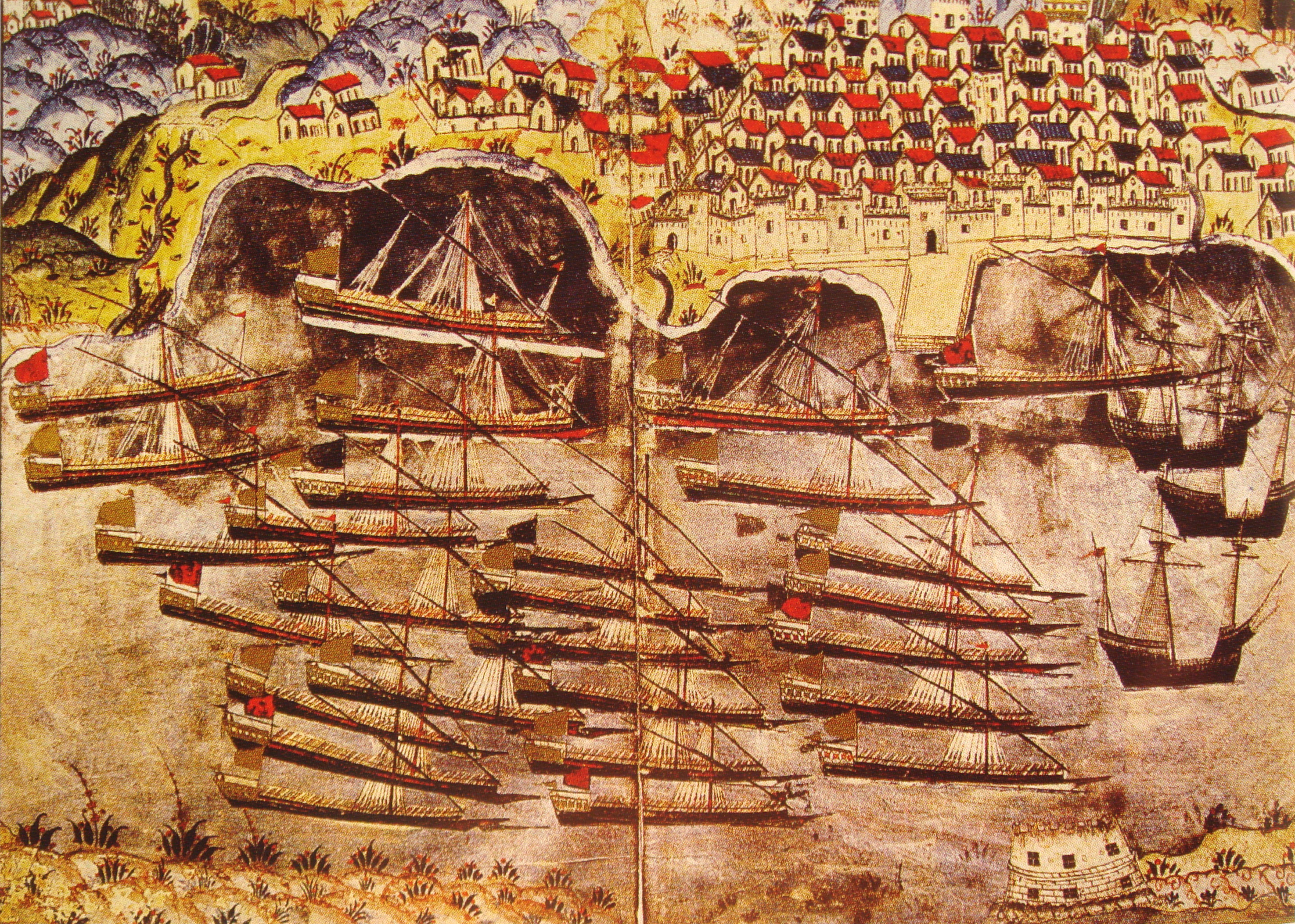
رسم لأسطول خير الدين بربروسا وهم يقضون فصل الشتاء في ميناء طولون الفرنسي عام 1543م.

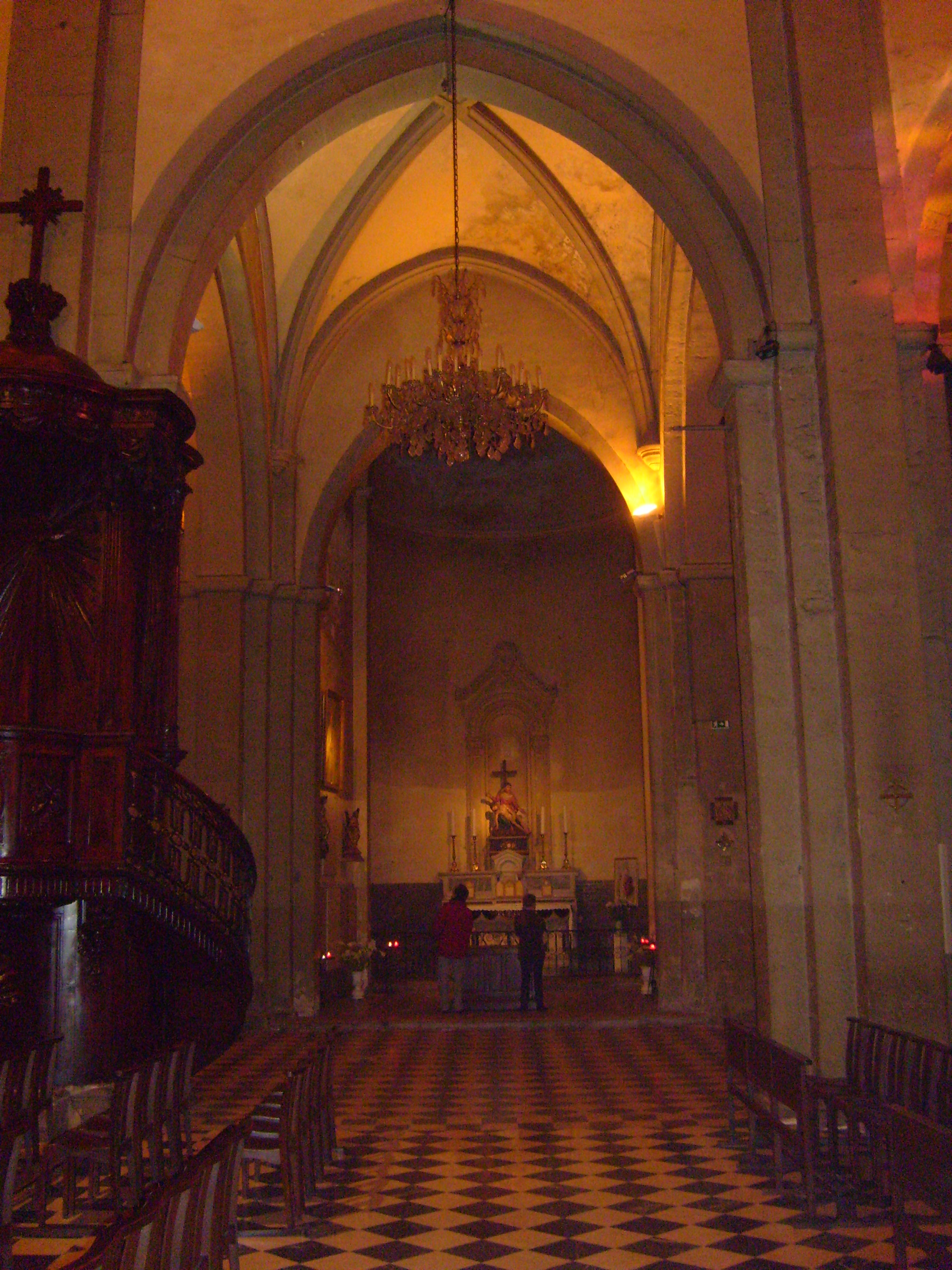
تم تحويل كاتدرائية تولون مؤقتا إلى مسجد طوال فترة قضاء العثمانيين فترة الشتاء في تولون.

بعد انتهاء حصار، عرض فرانسوا الأول ملك فرنسا على العثمانيين قضاء فصل الشتاء في تولون حتى يتمكنوا من الاستمرار في التحرش بالإمبراطورية الرومانية المقدسة، وبخاصة سواحل إسبانيا وإيطاليا وخطوط المواصلات بينهما. كما أنه وعد خير الدين بربروسا بأنه سوف يتلقى المساعدة من الفرنسيين في إعادة فتح تونس إذا بقي خلال فصل الشتاء في فرنسا.
استخدم الأسطول العثماني المكون من 110 سفينة و30.000 جندي، طوال فصل الشتاء، ميناء تولون كقاعدة بحرية لمهاجمة السواحل الإسبانية والإيطالية تحت قيادة أمير البحر صالح رايس. فداهموا برشلونة في إسبانيا، وسانريمو وبورغيتّو سانتو سبيريتو وتشريالي في إيطاليا، وهزموا الهجمات البحرية الإيطالية-الإسبانية المشتركة.
مع إبحار أندريا دوريا بكامل أسطوله عائدا إلى إلى جنوة، تفاوض خير الدين بربروسا معه على الإفراج عن أمير البحر العثماني تورغوت ريس.
قدّمت فرنسا حوالي 10 ملايين كيلوغراماً من الخبز لتزويد الجيش العثماني خلال بقائهم 6 أشهر في تولون وللحملات التالية في الصيف ولرحلة العودة إلى إسطنبول.
يبدو أن مشاركة فرانسوا الأول ملك فرنسا هذا الجهد المشترك مع العثمانيين كان فاتراً ومفتقراً إلى الحماسة، إذ أن العديد من القوى الأوروبية كانت تشكو من مثل هذا التحالف ضد القوى المسيحية الأخرى. وظلت العلاقات متوترة ومرتابة بين البلدين الحليفين.

## نتائج الحرب

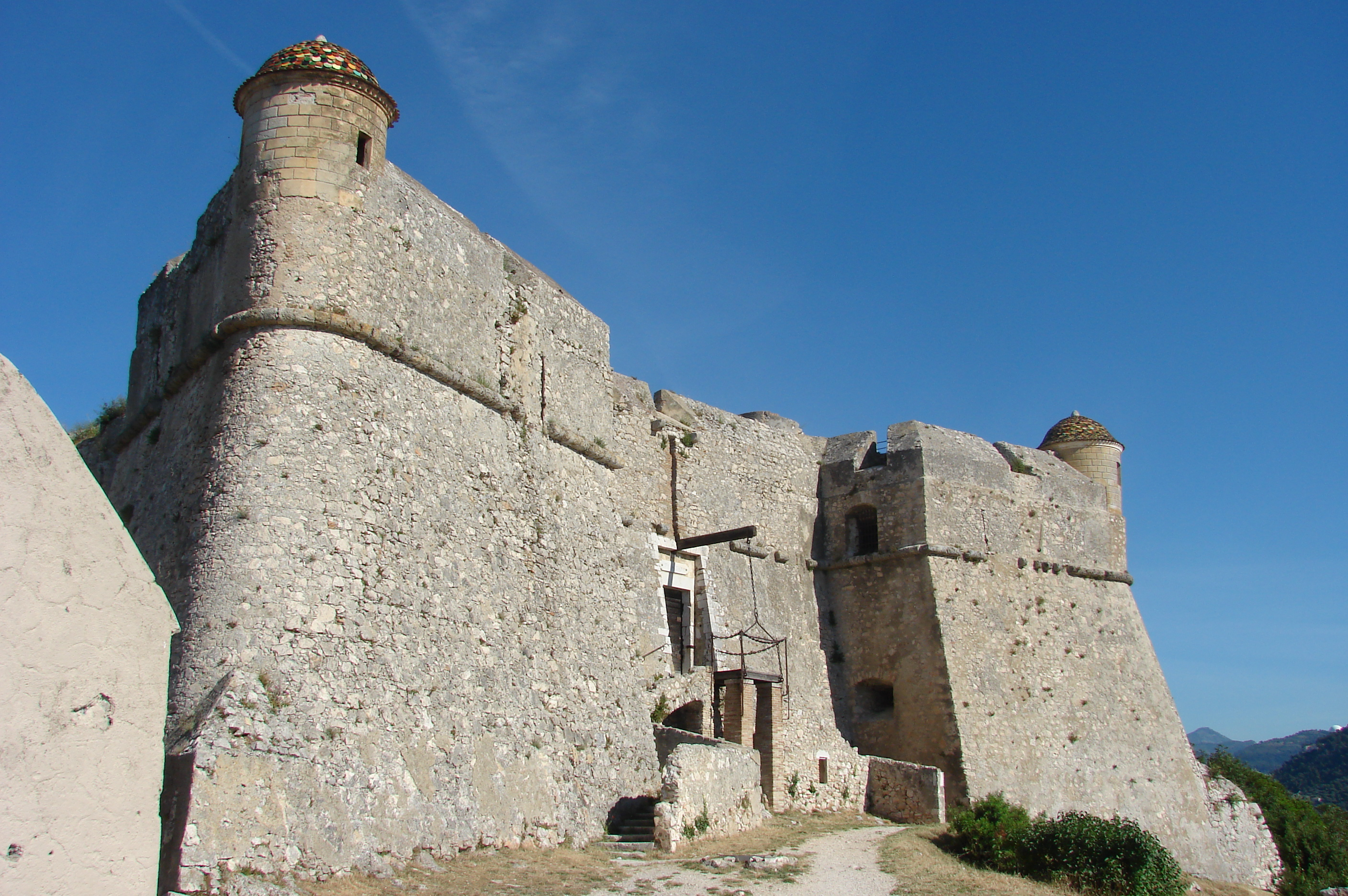
حصن "مونت ألبان" Mont Alban بناه الدوق إيمانويل فيليبيرت لتعزيز الدفاعات الساحلية بعد حصار نيس.

- استولى العثمانيون والفرنسيون على مدينة نيس.
- لم يتمكن العثمانيون والفرنسيون من الإستيلاء على قلعة نيس أو دخولها، لأن الفرنسيين لم يستطيعوا إمداد العثمانيين بكميات كافية من البارود.
- تراجع العثمانيون والفرنسيون عن حصار قلعة نيس عندما وصل خبر تحرك جيش بقيادة الدوق تشارلز الثالث حاكم دوقية سافوي لملاقاتهم.
- سلب خير الدين بربروسا المدينة وحرّق أجزاء منها وأخذ 5000 أسير.
- نجح جيش الإغاثة في الوصول إلى قلعة نيس.

## آثار ما بعد الحرب
وُقّعت معاهدة السلام بين فرنسا-هابسبورغ أخيرًا في «كريبي» (بالفرنسية: Crépy)‏ الواقعة بأقصى شمال فرنسا في 18 أيلول/سبتمبر 1544م، وتم توقيع هدنة بين هابسبورغ والعثمانيين في 10 تشرين الثاني/نوفمبر 1545م.
وافق إمبراطور هابسبورغ شارل الخامس على الاعتراف بالفتوحات العثمانية الجديدة. وتم التوقيع رسميا على معاهدة سلام في 13 حزيران/يونيو 1547م بعد وفاة فرانسوا الأول ملك فرنسا.
وكانت النتيجة المحلية للحصار هي تعزيز الساحل بتحصينات دفاعية جديدة، وبخاصة في قلعتي «نيس» و«مونت ألبان» (بالفرنسية: Mont Alban)‏ وحصن «سانت إيلمي دو فيلفرانش» (بالفرنسية: Saint-Elme de Villefranche)‏.

## وصلات خارجية
- النشيد الوطني لكاترين سيجورانس (Catherine Ségurane).
- معلومات عن مدينة نيس (باللغة الفرنسية).